# 1671
| [ Edytuj tabelę ]              | |
| Król Polski                    | - 1668 Michał Korybut Wiśniowiecki 1674                                                                                                 |
| Współksiążęta Andory           | - 1670 Pere de Copons i de Teixidor 1681 - 1643 Ludwik XIV 1715                                                                         |
| Król Anglii i Szkocji          | - 1660 Karol II 1685 |
| Elektor Bawarii                | - 1651 Ferdynand Maria 1679 |
| Elektor Brandenburgii          | - 1640 Fryderyk Wilhelm 1688 |
| Sułtan Brunei                  | - 1660 Abdul Mubin 1673 |
| Cesarz Chin                    | - 1661 Kangxi 1722 |
| Król Czech                     | - 1657 Leopold I Habsburg 1705 |
| Król Danii                     | - 1670 Chrystian V 1699 |
| Dalajlama                      | - 1617 Lobsang Gjaco 1682 |
| Cesarz Etiopii                 | - 1667 Jan I 1682 |
| Król Francji                   | - 1643 Ludwik XIV 1715 |
| Król Hiszpanii                 | - 1665 Karol II 1700 |
| Landgraf Hesji-Kassel          | - 1670 Karol I Heski 1730 |
| Stadhouder Holandii            | - 1650 pierwszy okres bez stadhoudera 1672                                                                                              |
| Szach Iranu                    | - 1666 Safi II 1694 |
| Państwo Wielkich Mogołów       | - 1658 Aurangzeb 1707 |
| Król Irlandii                  | - 1660 Karol II Stuart 1685 |
| Cesarz Japonii                 | - 1663 Reigen 1687 |
| Kalif                          | - 1648 Mehmed IV 1687 |
| Patriarcha Konstantynopola     | - 1668 Metody III 1671 - 1671 Parteniusz IV 1671 - 1671 Dionizy IV Muzułmanin 1673                                                      |
| Władca Korei                   | - 1659 Hyŏnjong 1674 |
| Książę Kurlandii i Semigalii   | - 1642 Jakub Kettler 1682 |
| Książę Liechtensteinu          | - 1627 Karol Euzebiusz 1684 |
| Sułtan Maroka                  | - 1666 Maulaj Raszid 1672 |
| Książę Monako                  | - 1662 Ludwik I 1702 |
| Król Nawarry                   | - 1643 Ludwik XIV 1710 |
| Król Norwegii                  | - 1670 Chrystian V 1699 |
| Sułtan Omanu                   | - 1649 Sultan I ibn Sajf 1688 |
| Elektor Palatynatu             | - 1648 Karol I Ludwik 1680 |
| Papież                         | - 1670 Klemens X 1676 |
| Książę Parmy i Piacenzy        | - 1646 Ranuccio II 1694 |
| Król Portugalii                | - 1656 Alfons VI 1683 |
| Książę w Prusach               | - 1640 Fryderyk Wilhelm Wielki Elektor 1688                                                                                             |
| Car Rosji                      | - 1645 Aleksy I 1676 |
| Cesarz Rzymski (niemiecki)     | - 1658 Leopold I Habsburg 1705 |
| Kapitanowie Regenci San Marino | - 1670 Lodovico Belluzzi Innocenzo Bonelli 1671 - 1671 Paolo Antonio Onofri Pompeo Zoli 1671 - 1671 Carlo Tosini Giovanni Serafini 1672 |
| Elektor Saksonii               | - 1656 Jan Jerzy II Wettyn 1680 |
| Król Szwecji                   | - 1660 Karol XI 1697 |
| Król Tajlandii                 | - 1656 Narai 1688 |
| Sułtan Turków                  | - 1648 Mehmed IV 1687 |
| Doża Wenecji                   | - 1659 Domenico Contarini 1674 |
| Król Węgier                    | - 1655 Leopold I 1705 |
| Książęta Wirtembergii          | - 1628 Eberhard III 1674 |

Rok 1671 / MDCLXXI
stulecia: XVI wiek ~
XVII wiek ~
XVIII wiek

lata: 1661 «
1666 «
1667 «
1668 «
1669 «
1670 «
1671
» 1672
» 1673
» 1674
» 1675
» 1676
» 1681

## Wydarzenia w Polsce
- 26 sierpnia – wojna polsko-kozacko-tatarska: bitwa pod Bracławiem, zakończona zwycięstwem oddziałów polskich hetmana wielkiego koronnego Jana Sobieskiego i rozproszeniem Tatarów i Kozaków.
- 21 października – wojna polsko-kozacko-tatarska: Jan Sobieski pokonał wojska tatarskie w bitwie pod Kalnikiem nad Sobem.
- 10 grudnia – sułtan turecki Mehmed IV wypowiedział wojnę Polsce.

## Wydarzenia na świecie
- 18 stycznia – największa w dziejach wyprawa bukanierów pod dowództwem Henry’ego Morgana zdobyła i splądrowała miasto Panama.
- 7 marca – ochrzczony został Robert Roy Macgregor, przyszły szkocki banita i rozbójnik, bohater powieści Waltera Scotta Rob Roy.
- 11 marca – powstała Duńska Kompania Zachodnioindyjska.
- 9 maja – Thomas Blood ukradł angielskie klejnoty koronne przechowywane w Tower of London.
- 25 października – włoski astronom Giovanni Cassini odkrył księżyc Saturna - Japet.
- Data dzienna nieznana:
- stłumiono Powstanie Razina

## Urodzili się
- 7 marca – ochrzczony Robert Roy Macgregor, szkocki zbójnik i banita, znany jako Rob Roy (zm. 1734)
- 8 czerwca – Tomaso Albinoni, włoski kompozytor (zm. 1751)
- 11 października – Fryderyk IV Oldenburg, król Danii i Norwegii (zm. 1730)
- 6 listopada – Colley Cibber, angielski dramatopisarz, aktor, poeta (zm. 1757)
- 29 grudnia – Krystyna Eberhardyna Hohenzollernówna, tytularna królowa Polski, żona Augusta II (zm. 1727)

## Zmarli
- 16 czerwca – Stieńka Razin, przywódca powstania antyfeudalnego w Rosji.
- 4 lipca – Jan Cossiers, flamandzki malarz okresu baroku (ur. 1600)
- 13 grudnia – Antoni Grassi, włoski filipin, błogosławiony katolicki (ur. 1592)

- data dzienna nieznana: 
  - Jerofiej Chabarow, rosyjski podróżnik i dowódca wojskowy, konkwistador ziem nad Amurem (ur. 1603)

## Święta ruchome
- Tłusty czwartek: 5 lutego
- Ostatki: 10 lutego
- Popielec: 11 lutego
- Niedziela Palmowa: 22 marca
- Wielki Czwartek: 26 marca
- Wielki Piątek: 27 marca
- Wielka Sobota: 28 marca
- Wielkanoc: 29 marca
- Poniedziałek Wielkanocny: 30 marca
- Wniebowstąpienie Pańskie: 7 maja
- Zesłanie Ducha Świętego: 17 maja
- Boże Ciało: 28 maja